# Dendrophthora fasciculata
Dendrophthora fasciculata är en sandelträdsväxtart som beskrevs av Patschovsky. Dendrophthora fasciculata ingår i släktet Dendrophthora och familjen sandelträdsväxter. Inga underarter finns listade i Catalogue of Life.